# Sensor fotoelétrico

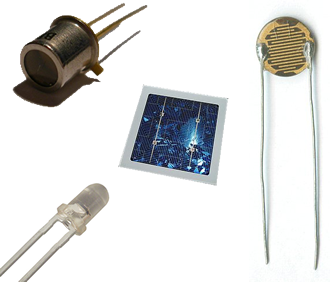
Alguns exemplares de sensor fotoelétrico.

Um Sensor fotoelétrico é um componente eletrônico que responde eletricamente às variações de intensidade da luz que incide sobre ele.

## História dos sensores
Na década de 1950 surgiram os sensores, com objetivo de atuar na área de automação de máquinas, pois sua funcionalidade era substituir as antigas chaves de acionamento. Assim os sensores passaram a ser fundamentais a automação industrial. Visto que, os sensores são responsáveis pelo controle e precisão de qualquer processo industrial.
Há também sensores utilizados para a segurança dos profissionais (NR-12).
Logo, os sensores garantiram uma precisão maior durante a automação de máquinas, equipamentos e processos. Sendo assim, o dispositivo consegue atuar em algum equipamento de acordo com o acontecimento externo.

## Aplicações
- Robótica
- Indústria metalúrgica
- Indústria de Embalagens
- Indústria Alimentícia
- Indústria automotiva
- Detecção e contagem de objetos